# Resolución 1420 del Consejo de Seguridad de las Naciones Unidas
La resolución 1420 del Consejo de Seguridad de las Naciones Unidas, adoptada unanimamente el 30 de junio de 2002, tras mostrar todas las resoluciones anteriores sobre el conflicto en la ex Yugoslavia, en particular las resoluciones 1357 (2001) y 1418 (2002), el Consejo, actuando en virtud del Capítulo VII de la Carta de las Naciones Unidas, alargó el mandato de la Misión de las Naciones Unidas en Bosnia y Herzegovina (UNMIBH) y permitió la continuación de la Fuerza de Estabilización hasta el 3 de julio de 2002.
La resolución, presentada por Francia, Irlanda, Noruega y el Reino Unido, fue adoptada tras el veto de los Estados Unidos a un proyecto de resolución anterior que prorrogaba el mandato de la UNMIBH hasta fines de 2002.